# Paul Jesson (Schauspieler)
Paul Jesson (* 6. Juli 1946 in Hitchin, Hertfordshire) ist ein britischer Schauspieler.

## Leben
Paul Jesson begann seine Karriere Mitte der 1970er Jahre beim Theater. 1986 wurde Jesson für seine Rolle als Felix im Theaterstück The Normal Heart am Londoner Royal Court Theatre mit dem Laurence Olivier Award für die Outstanding Performance of the Year in a Supporting Role ausgezeichnet. Er stand seit 1990 bei zahlreichen Inszenierungen der Royal Shakespeare Company (RSC) auf der Bühne und ist Associate Artist der RSC.
Parallel zu seiner Theaterarbeit übernahm Jesson zahlreiche Rollen in britischen Film- und Fernsehproduktionen. Regisseur Mike Leigh besetzte ihn in seinen Filmen All or Nothing, Vera Drake und Mr. Turner – Meister des Lichts. 2005 war Jesson in der Historienserie Rom als römischer Befehlshaber Scipio zu sehen. In der Netflix-Serie The Crown übernahm er 2020 die Rolle des Politikers Geoffrey Howe.
Jesson war von 2008 bis zu ihrem Tod im Februar 2017 mit der Casting-Agentin Maggie Lunn verheiratet.

## Filmografie
- 1975: Carry On Laughing! (Fernsehserie, 1 Episode)
- 1975: Second City Firsts (Fernsehserie, 1 Episode)
- 1975: Task Force Police (Fernsehserie, 1 Episode)
- 1976: Angels (Fernsehserie, 2 Episoden)
- 1976: Clayhanger (Fernsehserie, 4 Episoden)
- 1976: General Hospital (Fernsehserie, 1 Episode)
- 1977: Esther Waters (Fernsehserie, 3 Episoden)
- 1980: Maria Marten or Murder in the Red Barn (Fernsehserie, 3 Episoden)
- 1981: The Winter′s Tale (Fernsehfilm)
- 1981: Joggers (Fernsehfilm)
- 1982: Cymbeline (Fernsehfilm)
- 1983: The First Part of Henry the Sixth (Fernsehfilm)
- 1983: The Second Part of Henry the Sixth (Fernsehfilm)
- 1983: The Third Part of Henry the Sixth (Fernsehfilm)
- 1983: The Tragedy of Richard III (Fernsehfilm)
- 1983: The Ploughman′s Lunch
- 1983: Acceptable Levels
- 1983–1985: Widows (Miniserie, 9 Episoden)
- 1984: The Tragedy of Coriolanus (Fernsehfilm)
- 1984: The Brief (Fernsehserie, 1 Episode)
- 1985: Verlorene Liebesmüh (Love’s Labour’s Lost, Fernsehfilm)
- 1985: Summer Season (Fernsehserie, 1 Episode)
- 1985: Queen of Hearts (Fernsehfilm)
- 1986: A Very Peculiar Practice (Fernsehserie, 1 Episode)
- 1987: Screen Two (Fernsehserie, 1 Episode)
- 1987: Intimate Contact (Miniserie, 4 Episoden)
- 1988: Final Run (Fernsehserie, 4 Episoden)
- 1992: Resnick: Lonely Hearts (Fernsehserie, 3 Episoden)
- 1993: Resnick: Rough Treatment (Fernsehfilm)
- 1994: Pie in the Sky (Fernsehserie, 1 Episode)
- 1994: The Trial of Lord Lucan (Fernsehfilm)
- 1995: The Bill (Fernsehserie, 1 Episode)
- 1995: The All New Alexei Sayle Show (Fernsehserie, 2 Episoden)
- 1997: Holding On (Miniserie, 4 Episoden)
- 1999–2000: A Touch of Frost (Fernsehserie, 3 Episoden)
- 1999: Inspector Barnaby (Midsomer Murders) Fernsehserie, Staffel 2, Folge 4: Mord auf der Durchreise (Blood Will Out)
- 2001: The Glass (Miniserie, 6 Episoden)
- 2002: All or Nothing
- 2003: Vor ihren Augen (Danielle Cable: Eyewitness, Fernsehfilm)
- 2004: Vera Drake
- 2004: Spooks – Im Visier des MI5 (Spooks, Fernsehserie, 2 Episoden)
- 2005: Rom (Rome, Fernsehserie, 7 Episoden)
- 2006: The Amazing Mrs Pritchard (Fernsehserie, 1 Episode)
- 2007: Foyle′s War (Fernsehserie, 1 Episode)
- 2007: Doctors (Fernsehserie, 1 Episode)
- 2008: The Devil′s Whore (Miniserie, 1 Episode)
- 2009: Margaret (Fernsehfilm)
- 2010: Inspector Barnaby (Midsomer Murders) Fernsehserie, Staffel 11, Folge 7: Die Untoten von Barton Woods (Talking To The Dead)
- 2011: National Theatre Live: King Lear
- 2011: Coriolanus
- 2012: National Theatre Live: Travelling Light
- 2012: Love Virtually
- 2014: Näher am Mond (Closer to the Moon)
- 2014: Mr. Turner – Meister des Lichts (Mr. Turner)
- 2015: Die Bewährung des Jimmy Rose (The Trials of Jimmy Rose, Miniserie, 3 Episoden)
- 2015: Chewing Gum (Fernsehserie, 1 Episode)
- 2015: The Sound of Music Live (Fernsehfilm)
- 2017: Kindeswohl (The Children Act)
- 2017: Das Geheimnis von Marrowbone (Marrowbone)
- 2018: Vera – Ein ganz spezieller Fall (Vera, Fernsehserie, 1 Episode)
- 2018: Coriolanus
- 2019: Der junge Inspektor Morse (Endeavour, Fernsehserie, 1 Episode)
- 2020: Die skandalösen Affären der Christine Keeler (The Trial of Christine Keeler, Fernsehserie, 2 Episoden)
- 2020: The Crown (Fernsehserie, 5 Episoden)
- 2020–2021: The Beast Must Die (Fernsehserie, 2 Episoden)

## Theatrografie
- 1973: Bingo (The Northcott Theatre, Exeter)
- 1974: Bingo (English Stage Company, Royal Court Theatre, London)
- 1976–1977: Saint Joan (Old Vic, London)
- 1977: Saint Joan (Liverpool Playhouse, Liverpool)
- 1986: The Normal Heart (Royal Court Theatre, London)
- 1986: The Normal Heart (Albery Theatre, London)
- 1990: Troilus and Cressida (Royal Shakespeare Company, Swan Theatre, Stratford-upon-Avon)
- 1990: Two Shakespearean Actors (Royal Shakespeare Company, Swan Theatre, Stratford-upon-Avon)
- 1990: Richard II. (Royal Shakespeare Theatre, Stratford-upon-Avon)
- 1992: The Beggar’s Opera (Royal Shakespeare Company, Swan Theatre, Stratford-upon-Avon)
- 1992: A Jovial Crew (Royal Shakespeare Company, Swan Theatre, Stratford-upon-Avon)
- 1992: The Winter′s Tale (Royal Shakespeare Theatre, Stratford-upon-Avon)
- 1992: Antony and Cleopatra (Royal Shakespeare Theatre, Stratford-upon-Avon)
- 1995: The Tempest (Royal Shakespeare Company, Young Vic, London)
- 1995: Bingo (Royal Shakespeare Company, Swan Theatre, Stratford-upon-Avon)
- 1996: Henry VIII (Royal Shakespeare Company, Swan Theatre, Stratford-upon-Avon)
- 1997–1998: Hamlet (Royal Shakespeare Company, Tournee)
- 2002: Uncle Vanya (Donmar Warehouse, London)
- 2002: Twelfth Night (Donmar Warehouse, London)
- 2003: Twelfth Night (Brooklyn Academy of Music Harvey Lichtenstein Theater, New York City)
- 2007: Awake and Sing! (Almeida Theatre, London)
- 2009: The Winter′s Tale (Brooklyn Academy of Music Harvey Theatre, New York City)
- 2009: Cock (The Royal Court Theatre, London)
- 2010–2011: King Lear (Donmar Warehouse, London)
- 2011: König Lear (Brooklyn Academy of Music Harvey Theatre, New York City)
- 2012: Travelling Light (National Theatre of Great Britain, Tournee)
- 2012: Love and Information (The Royal Court Theatre, London)
- 2014: Wolf Hall (Royal Shakespeare Company, Aldwych Theatre, London)
- 2014: Bring Up the Bodies (Royal Shakespeare Company, Aldwych Theatre, London)
- 2015: Wolf Hall Part One: Wolf Hall (Royal Shakespeare Company, Winter Garden Theatre, New York City)
- 2015: Wolf Hall Part Two: Bring Up the Bodies (Royal Shakespeare Company, Winter Garden Theatre, New York City)
- 2017: Coriolanus (Royal Shakespeare Company, The Royal Shakespeare Theatre, Stratford-Upon-Avon)
- 2018: The Moderate Soprano (Hampstead Theatre, Playful Productions, Duke of York′s Theatre, London)